# Hidrografia da Dinamarca

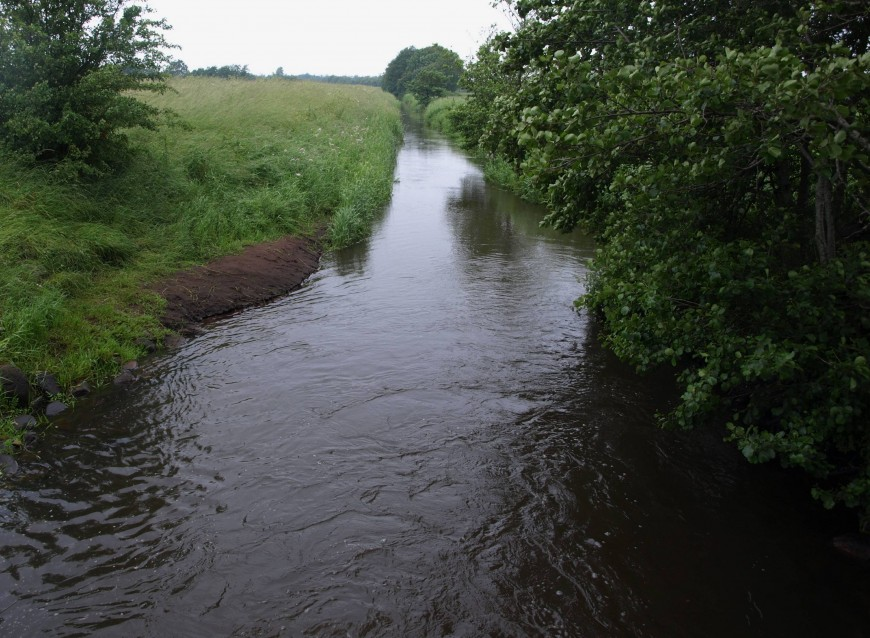
Rio Vidå na região da Dinamarca do Sul.

A Hidrografia da Dinamarca, um país conhecido por sua paisagem plana e costas recortadas e possui uma hidrografia peculiar, desempenha um papel vital na vida cotidiana e na economia do país. Com uma rede de rios, lagos e uma extensa linha costeira, a água moldou a geografia, a cultura e as atividades econômicas da nação escandinava.

## Rios e fluxos de água doce
Apesar de seu tamanho compacto, a Dinamarca abriga vários rios importantes, incluindo o Gudenå, o mais longo do país, que serpenteia por cerca de 160 quilômetros através da parte central da península da Jutlândia. Outros rios notáveis incluem o Skjern, o Storå e o Suså. No entanto, nenhum desses rios é navegável por grandes embarcações, sendo utilizados principalmente para recreação, abastecimento de água e geração de energia hidrelétrica.

## Lagos e reservatórios
A Dinamarca possui uma quantidade significativa de lagos e lagoas, embora sejam predominantemente pequenos em comparação com outros países escandinavos. O maior lago natural é o Arresø, localizado na ilha de Zealand, com uma área de aproximadamente 40 quilômetros quadrados. Muitos desses lagos são utilizados para a prática de esportes aquáticos, pesca e recreação ao ar livre. Além dos lagos naturais, o país também possui uma série de reservatórios artificiais, construídos para controle de inundação, irrigação e fornecimento de água potável.

## Costas e fiordes

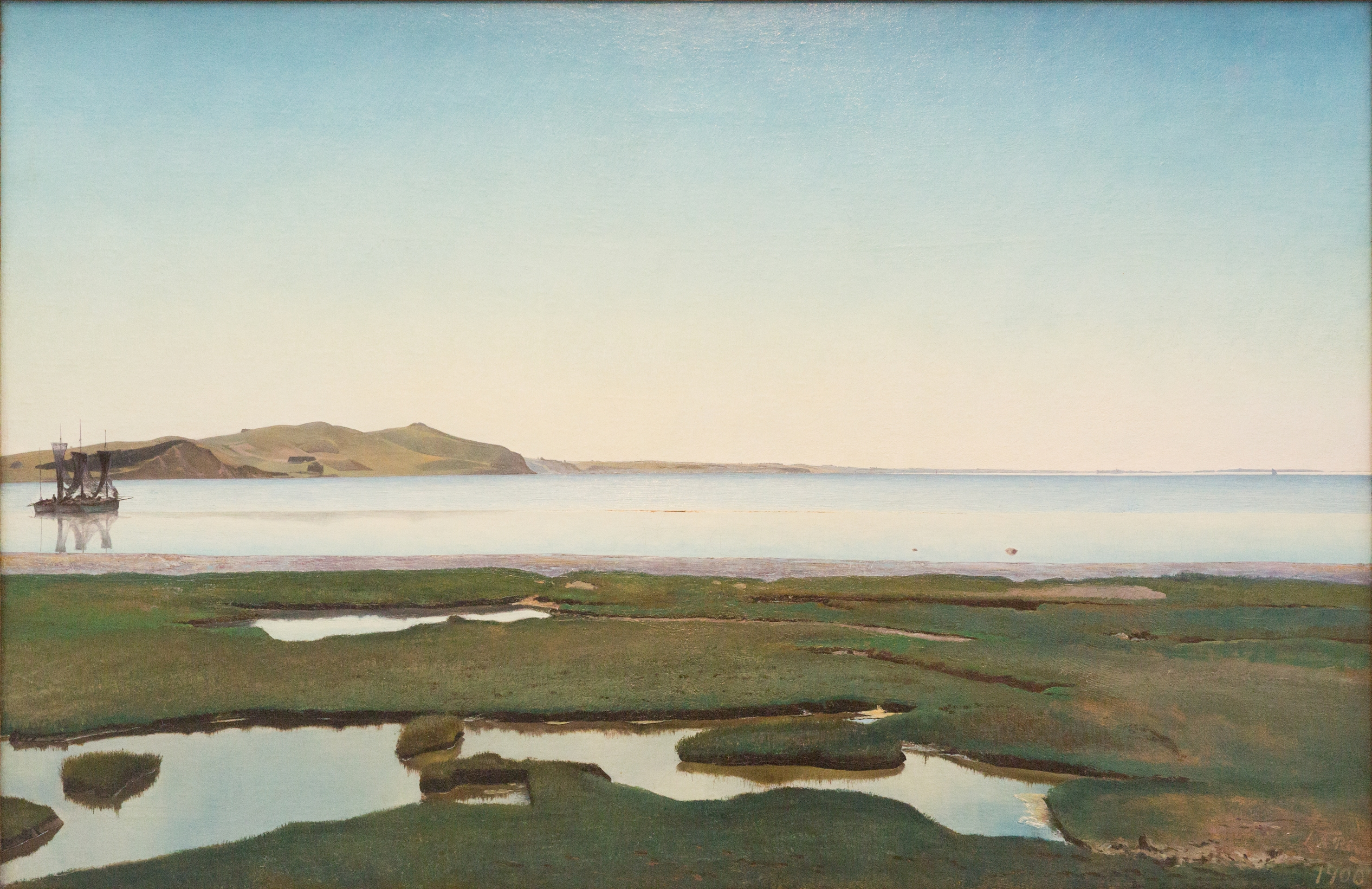
Fiorde de Roskilde na cidade de Roskilde.

A linha costeira da Dinamarca é extensa e variada, com mais de 7.000 quilômetros de extensão, incluindo penínsulas, enseadas e ilhas. A costa oeste do país, banhada pelo Mar do Norte, é conhecida por suas vastas praias de areia e dunas, enquanto a costa leste, banhada pelo Mar Báltico, é caracterizada por enseadas, fiordes e portos naturais. Os fiordes mais notáveis estão localizados nas ilhas de Zealand e Funen, como o Limfjord, que se estende por mais de 100 quilômetros.